# 三匹の子豚

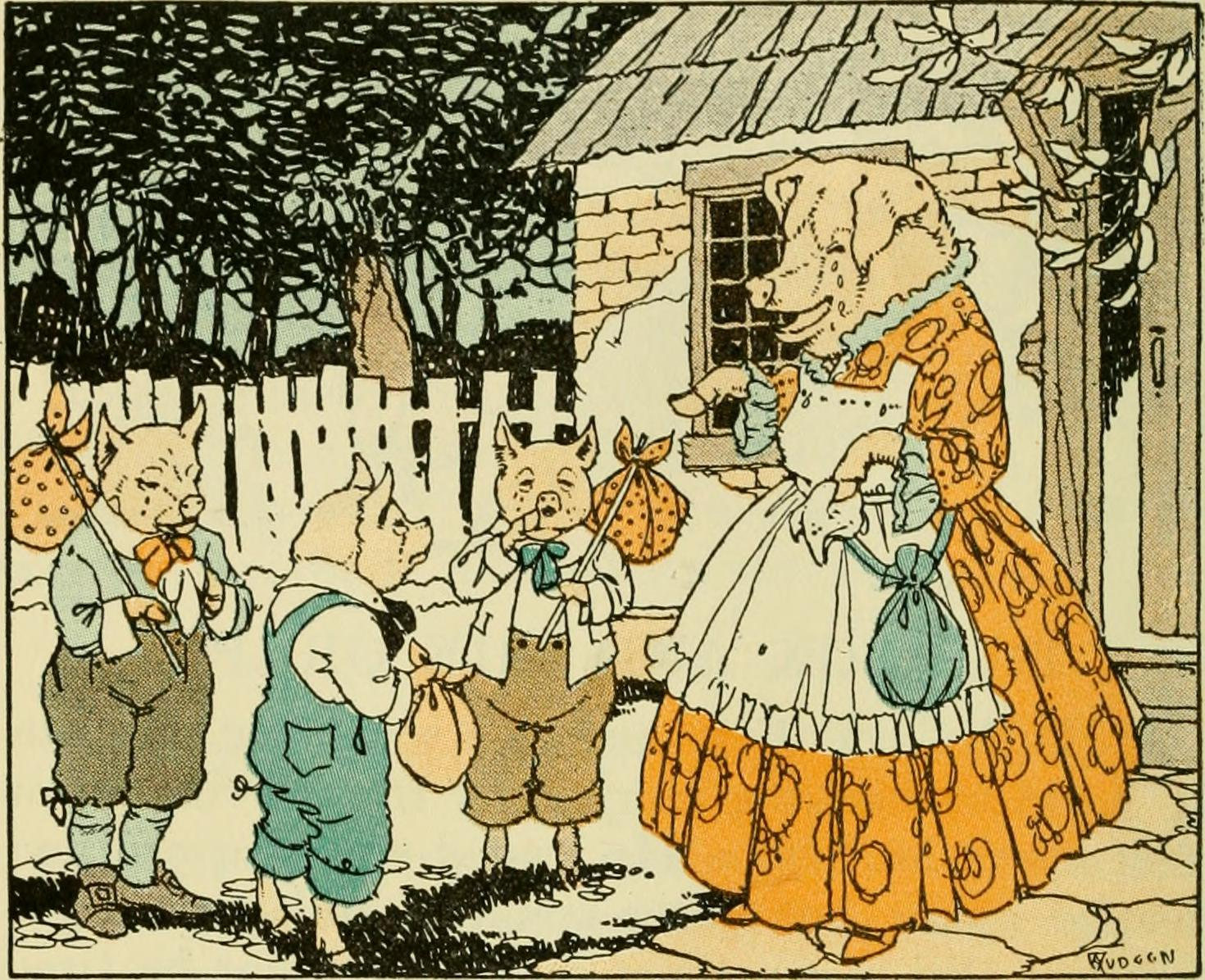
旅立つ三匹の子豚

三匹の子豚（さんびきのこぶた）は民間伝承によるおとぎ話の一つである。この物語の出版は18世紀後半にさかのぼるが、物語そのものはもっと古くから存在していたと考えられる。1933年のウォルト・ディズニーによるアニメーション映画「シリー・シンフォニー」の1話『三匹の子ぶた』により有名になった。

## あらすじ

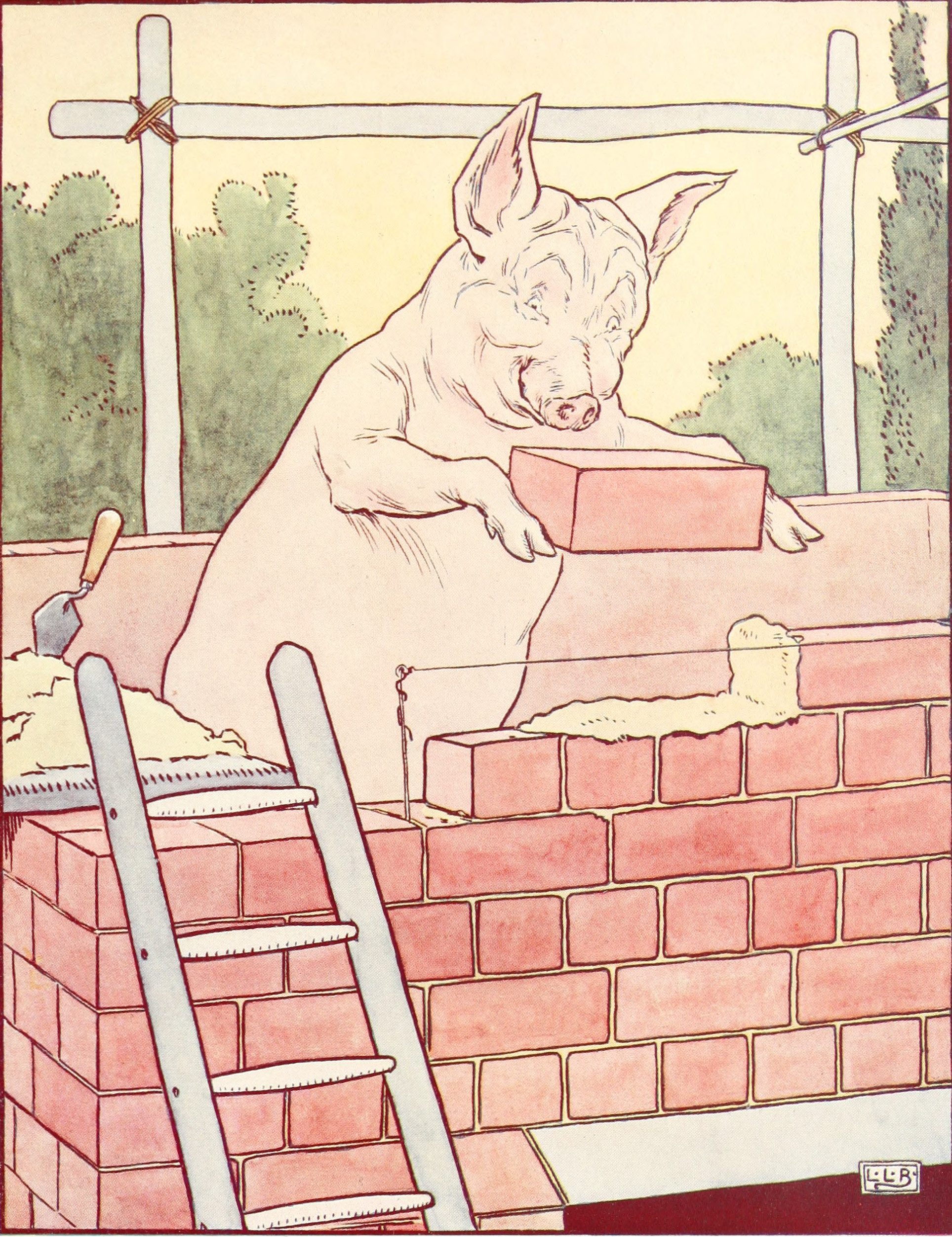
三番目の子豚はレンガで家を建てる

母さん豚は貧しくて、三匹の子豚たちを育てきれなくなり、自活させるために外の世界に送り出す。
一番目の子豚はわらで家を建てるが、狼がわらの家を吹き飛ばし、子豚を食べてしまう。狼と子豚との遭遇は、以下の有名なフレーズで記述される。

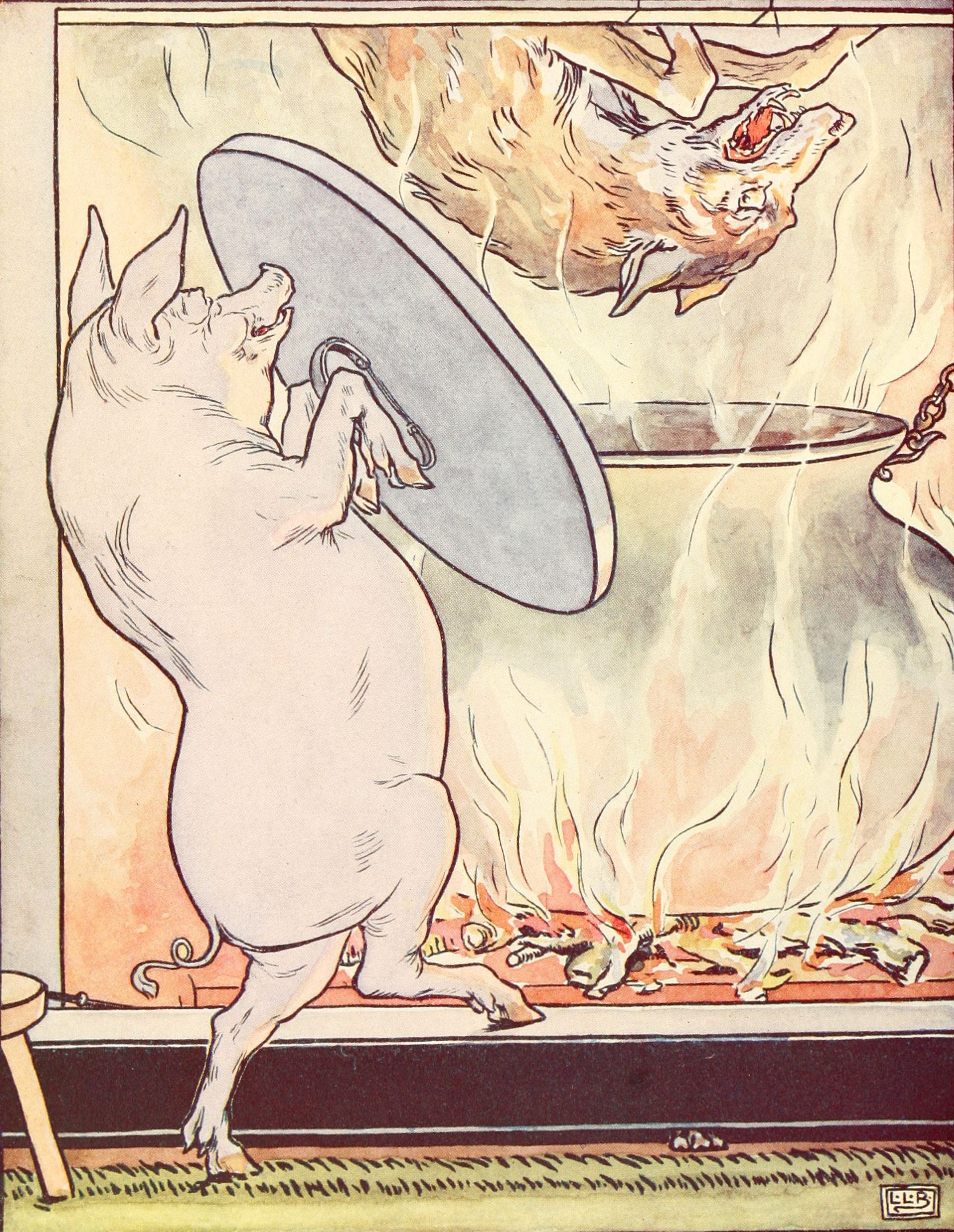
釜に落ちる狼

二番目の子豚は木の枝で家を建てるが、やはり狼との同様のやり取りの末に、一番目の子豚と同じ運命を辿る。
三番目の子豚はレンガで家を建てる。狼はいくら息を吹き付けても、レンガの家を吹き飛ばすことはできなかった。狼は三番目の子豚を家の外におびき出そうと、レンガの家の周りをうろつき叫ぶが子豚は一向に出てくることがない。今度はレンガの家の木の戸を叩くが一向に出てこない。子豚は常に狼の裏をかき最後に狼は煙突から忍び込もうとするが、三番目の子豚が用意した煮えたぎる鍋一杯の熱湯に飛び込んでしまう。釜茹でにされ死んだ狼を子豚は料理すると、そのまま食べてしまった。それから子豚はずっと幸せに暮らした。
この物語の中で用いられるフレーズと得られる教訓は、西洋文化の伝統として受け継がれてきた。
近年の版では、他のおとぎ話と同様に、この物語もオリジナル版より穏健な内容に差し替えられ、
狼と子豚はお互いに食べ合ったりはしない。
一番目と二番目の子豚は三番目の子豚の家に無事逃げ込み、狼も熱湯で大火傷を負い、悲鳴をあげながら山へ逃げ帰っていく。
懲りて乱暴を止めた狼と子豚の兄弟が和解し、仲良く助け合う。
というストーリーが主流である。

## 教訓
- ものを作る時は、手早く仕上げるよりも、時間や手間をかけた方が、安全なものとなり、いざという時に役に立つことがあること。
- もの作りに限らず、勤勉であるほど、大きな結果を残すことができるということ。

## 物語の歴史
このおとぎ話は1812年に初版が発行され、1857年まで複数の加稿された版が重ねられた、ヤーコプ・グリムとヴィルヘルム・グリムによる童話集『グリム童話』（Kinder- und Hausmärchen、子供と家庭のための童話）に収録されている『狼と七匹の子山羊』と幾つかの共通点を持っている。
三匹の子豚と大きな悪い狼の物語は、イギリスのシェイクスピア学者ジェイムズ・オーチャード・ハリウェル＝フィリップスにより1843年に初版が発行された『Nursery Rhymes and Nursery Tales』に収録されたことで、19世紀後半に広まったと考えられる。この物語のバリエーションは、共にジョエル・チャンドラー・ハリスによる1881年の『ウサギどんとキツネどん』（原題：Uncle Remus: His Songs and Sayings）と、1883年の『Nights with Uncle Remus』に見られ、これらのバリエーションでは子豚たちは「ウサギどん（ブレア・ラビット、Brer Rabbit）」というキャラクターに置き換えられている。最も知られたこの物語の形式は、ほぼ間違いなくジョセフ・ジェイコブスの『English Fairy Tales』によるものである。この本は1898年に初版が発刊され、資料としてハリウェルの名が記されている。

## 三匹の子豚が登場する作品
- 今日におけるこの物語の最も有名なバージョンは、ウォルト・ディズニー製作、バート・ジレット監督により、ユナイテッド・アーティスツから1933年5月27日に配給された短編アニメーション映画「シリー・シンフォニー」の1話としての『三匹の子ぶた』（原題：Three Little Pigs）である。この短編では三匹の子豚に一番目から順に、ファイファー・ピッグ、フィドラー・ピッグ、プラクティカル・ピッグの名が与えられている。このアニメーション映画は大きな成功を収め、1934年度のアカデミー賞短編アニメーション部門を受賞した。三匹の子ぶたとビッグ・バッド・ウルフはディズニーの人気キャラクターであり、「三匹の子豚」と同じく西洋の伝統的な童話である「赤頭巾」を題材にした『赤ずきんちゃん』（原題：The Big Bad Wolf、1934年）や、イソップ寓話の「オオカミ少年」の物語による『オオカミは笑う』（原題：Three Little Wolves、1936年）でも主役として登場している。
- ディズニーの短編映画の影響を受けて、ワーナー・ブラザースの短編アニメーション作品『ルーニー・テューンズ』でも何本か「三匹の子豚」のアニメーション作品を製作している。
  - 『子ブタのポルカ』(原題：Pigs in a Polka、1943年) - 元ディズニーアニメーターのフリッツ・フレラング監督。ディズニーの映画「ファンタジア」のパロディで、ブラームスの「ハンガリー舞曲」に合わせて伝統的な物語が展開される。
  - 『赤頭巾ウサギに気をつけろ』（原題：The Windblown Hare、1949年） - ロバート・マッキンソン監督。「三匹の子豚」に「赤ずきん」の要素が加わった作品。子豚たちから買った藁の家と木の家を話の通りに狼に吹き飛ばされたバッグス・バニーが赤ずきんに変装して狼に復讐するという内容で、オチでは子豚たちが黒幕だと知ったバッグスがレンガの家をダイナマイトで破壊している。
  - 『ホントの三匹の子ブタ物語』(原題：The Turn-Tale Wolf、1952年) - ロバート・マッキンソン監督。「狼が子豚の家を吹き飛ばした」と知った子供の狼に、「三匹の子豚」に登場する狼（子供の狼の叔父にあたる）が真相を語るというもの。
  - 『3匹の子ブタロック』（原題：The Three Little Bops、1957年）-元ディズニーアニメーターのフリッツ・フレラング監督。「三匹の子豚」の物語をロック調のミュージカル風にアレンジしたもので、三匹の子豚がナイトクラブで演奏するジャズバンドとして登場し、下手糞なトランペット奏者のウルフは子豚のバンドに入ろうとして何度も追い払われ続け、レンガのナイトクラブをダイナマイトで爆破しようとして爆死して地獄に落ち、上手にトランペットを吹けるようになって、亡霊の状態でようやく子豚のバンドに加わるというオチとなっている。
- 『三匹の子豚』は、ティーチャー・イン・ロールにおける重要な実習問題でもある（詳細は英語版Teacher in roleの記事を参照）。
- NHK総合テレビでは、『三匹の子ぶた』の後日談を描く着ぐるみ人形劇『ブーフーウー』（1960年 - 1967年）が放送された。このドラマでは三匹の子豚に、ブー、フー、ウーという名前が与えられている。後日談という設定。
- アメリカ合衆国で、シェリー・デュヴァルがホストとして登場するオムニバスドラマ『フェアリーテール・シアター』の1エピソードに同作品が映像化された。出演にはジェフ・ゴールドブラム、ビリー・クリスタル、フレッド・ウィラードら俳優が三匹の子豚およびオオカミを演じている。1985年2月にテレビ放映されている。
- ビッグ・バッド・ウルフが主役として登場するビル・ウィリンガムのアメリカン・コミック『フェーブルズ』の二番目のシリーズで、三匹の子豚は重要な役割を演じる。
- 『3びきのかわいいオオカミ』（原題：The Three Little Wolves and the Big Bad Pig、作：ユージーン・トリビザス、絵：ヘレン・オクセンバリー、日本語訳：こだまともこ、原著1993年、日本語訳1994年）と題されたユージーン・トリビザスによる近年の改作では、伝統的な物語における登場人物たちの役割が交換されている。この改作では三匹の小さなオオカミの兄弟がレンガの家と鉄の家を大きな悪いブタに壊されるが、最後に花の家を建ててブタと和解する。
- NHK教育テレビの『天才てれびくん』の枠内で放送されたアニメ『アリス探偵局』（1995年 - 1997年）には、「三匹の子豚」の子豚とオオカミをモデルにしたキャラクター、グー・スー・ピー三兄弟と大家のウルフさんが登場する。
- 『勝利はいただき』(Three Little Pups , 1953) - 子豚の代わりにドルーピーと兄弟を登場人物に翻案したアニメーション短編。また、『うそつき狼』(原題:　The Blitz Wolf,1942年)があり、舞台を当時の第二次世界大戦風にした短編アニメがあり、狼はアドルフ・ヒトラーのパロディである「アドルフ・ウルフ」という名前になっている。この2作品は共にテックス・エイヴリーが監督した。
- 『三びきのコブタのほんとうの話』（原題：The True Story of the 3 Little Pigs!）（作：ジョン・シェスカ、絵：レイン・スミス、日本語訳：いくしまさちこ、原著1989年、日本語訳1991年） - 「『三匹の子豚』の物語は子ブタたちに都合の良いように改竄されている」と主張する狼（本作ではアレクサンダー・T・ウルフという名前が与えられている）が『三匹の子豚』の真実を語るというコンセプト。
- 『スーパーマリオランド2 6つの金貨』ではマリオゾーンのボスで子豚をモデルにしたブーロ、ブーポン、ブーチョがいる。
- 映画『ハナミズキ』にて，新垣結衣が自作の本書を読むシーンがあり、2011年にはそれが出版された。
- NHK Eテレの『昔話法廷』第1話では、この狼殺害の罪で子豚兄弟の三男が起訴され、証人として殺害された狼の母狼等が出廷した。計画的殺害かそれとも正当防衛かが争われている。
- 本作をモチーフとした童謡「三びきの子ぶた」（作詞：坂口淳、作曲：平岡照章）が作られ、1954年に古賀さと子の歌でビクター・レコードから発売された[1]（規格品番：B-360、裏面は「小犬のさんぽ」）。同じく本作をモチーフとした楽曲として「三びきのこぶた」（作詞：中村道子、作曲：小林美実）が存在する[2]。
- コナミのプッシャーゲームのファンタジックフィーバー3には三匹の子豚をモチーフとしたリーチ演出が用いられている。
- 映画『シャイニング』（1980年）では、狂気に魅入られたジャック・トランスが妻が隠れた部屋に入ろうとする際に、本作の台詞を口にする。